# Felix Weller
Felix Weller (* 20. Juli 1995) ist ein deutscher Fußballschiedsrichter.

## Karriere
Weller begann seine Schiedsrichterlaufbahn 2010. Nach mehreren Jahren Zugehörigkeit zu den Schiedsrichterkadern der Oberliga Westfalen (seit 2015) und der Regionalliga West (seit 2018) leitete er im Jahr 2023 sein erstes Spiel in der 3. Liga. Ab der Saison 2023/2024 gehörte er offiziell zum Kader der 3. Liga.
Sein Debüt absolvierte er am 26. August 2023 bei der Partie FC Ingolstadt 04 gegen den 1. FC Saarbrücken.
In der 2. Bundesliga wird er, wie auch zuvor in der 3. Liga und dem DFB-Pokal, zuvor bereits als Vierter Offizieller und Schiedsrichter-Assistent eingesetzt.

## Privates
Hauptberuflich ist Weller als Bankkaufmann tätig. Er wohnt in Neunkirchen (Siegerland) und ist als Schiedsrichter für den Verein FC Freier Grund im Fußball- und Leichtathletik-Verband Westfalen Kreis Siegen-Wittgenstein aktiv.